# Liste der denkmalgeschützten Objekte in Rohrbach an der Lafnitz
Die Liste der denkmalgeschützten Objekte in Rohrbach an der Lafnitz enthält die 9 denkmalgeschützten, unbeweglichen Objekte der steiermärkischen Gemeinde Rohrbach an der Lafnitz.

## Denkmäler
| Foto |                 | Denkmal | Standort                                            | Beschreibung | Metadaten |
| ---- | --------------- | --- | --------------------------------------------------- | --- | --- |
| ja   | Datei hochladen | Schloss Eichberg HERIS-ID: 68357 Objekt-ID: 81362                                                                                     | Eichberg 1 Standort KG: Eichberg                    | Schloss Eichberg oder Aichberg geht auf eine Burg zurück, die wahrscheinlich Ende des 11. Jahrhunderts errichtet wurde. Das heutige Schloss stammt aus dem Jahr 1669, als es nach Kriegszerstörungen unter Leitung eines Carlone neu erbaut wurde. Es ist ein stark gegliederter unregelmäßig rechteckiger Bau mit einem halbrunden Turm an der Schauseite. Reste aus Mittelalter und Renaissance sind teilweise als Einsprengsel noch sichtbar. Die schwarz-weiße Färbelung hat ihr Vorbild in Renaissance-Sgraffitofassaden.                      | BDA-Hist.: Q1584223 Status: Bescheid Stand der BDA-Liste: 2025-06-30 Name: Schloss Eichberg GstNr.: 545/2 Schloss Aichberg, Styria                                                                           |
| ja   | Datei hochladen | Vorhofanlage Schloss Eichberg mit Kapelle, Keller, Reste Befestigungsmauer und Vorschloss HERIS-ID: 112469 Objekt-ID: 130662seit 2016 | Eichberg 1 Standort KG: Eichberg                    | Die quer zum Schloss stehende Lorettokapelle wurde 1742 geweiht. Sie wurde 1844 in eine Gruftkapelle umgewandelt, wobei die Fassade neugotisch verändert wurde. Die mit 1715 bezeichnete Vorburg wurde 1945 komplett zerstört. Überreste sind aber insbesondere in Form von Kellergewölben vorhanden. | BDA-Hist.: Q64764993 Status: Bescheid Stand der BDA-Liste: 2025-06-30 Name: Vorhofanlage Schloss Eichberg mit Kapelle, Keller, Reste Befestigungsmauer und Vorschloss GstNr.: 545/1 Schloss Aichberg, Styria |
| ja   | Datei hochladen | Mariensäule HERIS-ID: 68370 Objekt-ID: 81375                                                                                          | bei Eichberg 54 Standort KG: Eichberg               | Die Mariensäule befindet sich an der Auffahrt zum Schloss. Sie stammt aus der 1. Hälfte des 17. Jahrhunderts und wurde laut Inschrift von der Familie Steinpeiss, den damaligen Schlossbesitzern, gestiftet. 1959 wurde sie restauriert. | BDA-Hist.: Q38119557 Status: § 2a Stand der BDA-Liste: 2025-06-30 Name: Mariensäule GstNr.: 545/1 Mariensäule, Eichberg (Rohrbach an der Lafnitz)                                                            |
| ja   | Datei hochladen | Kath. Pfarrkirche hl. Johannes der Täufer HERIS-ID: 68350 Objekt-ID: 81355                                                            | Standort KG: Eichberg                               | Bei der Pfarrkirche hl. Johannes der Täufer handelt es sich um die ehemalige Burgkapelle unmittelbar südlich an das Schloss anschließend. Geweiht wurde die Kirche bereits 1368, seit 1941 eigene Pfarre. Das Langhaus hat eine Stichkappentonne und einen gerade geschlossenen, verjüngten Altarraum wohl aus dem 17. Jahrhundert. Der Hochaltar mit Beschlagwerkdekor stammt aus der 1. Hälfte des 17. Jahrhunderts, in der Kirche befinden sich mehrere Grabsteine der Familie Steinpeiß von 1650 bis 1675.                                      | BDA-Hist.: Q20754097 Status: § 2a Stand der BDA-Liste: 2025-06-30 Name: Kath. Pfarrkirche hl. Johannes der Täufer GstNr.: 546 Pfarrkirche Eichberg                                                           |
| ja   | Datei hochladen | Bauernhof (Anlage) HERIS-ID: 68556 Objekt-ID: 81569                                                                                   | Kleinschlag 1 Standort KG: Kleinschlag              | | BDA-Hist.: Q38120005 Status: Bescheid Stand der BDA-Liste: 2025-06-30 Name: Bauernhof (Anlage) GstNr.: .1 |
| ja   | Datei hochladen | Römerzeitlicher Grabhügel mit Grabstele HERIS-ID: 111272seit 2021                                                                     | Standort KG: Lebing                                 | Das aus etwa 200 stammende Grab wurde für einen gewissen Sextus Sacretius Priscus und seine Frau Capitonia Iulia errichtet, die aus Flavia Solva stammten aber hier in der Nähe einen Gutshof hatten. 1981 wurden Überreste gefunden, 2006 wurde der zwischenzeitlich eingeebnete Tumulus ergraben und in Folge wurde er gemeinsam mit dem Grabstein rekonstruiert, der eine Reliefansicht des Ehepaares und eine Inschrift zeigt. Es wurden auch Grabbeigaben, etwa eine Öllampe, eine Dreifußlampe, eine Glasflasche und ähnliches mehr gefunden. | BDA-Hist.: Q107690227 Status: Bescheid Stand der BDA-Liste: 2025-06-30 Name: Römerzeitlicher Grabhügel mit Grabstele GstNr.: 619/1 Grave mound of Lebing                                                     |
| ja   | Datei hochladen | Lafnitzbrücke/Zeilbrücke HERIS-ID: 59673 Objekt-ID: 71170                                                                             | Zeilgasse 8, nordwestlich Standort KG: Lebing       | Die Zeilbrücke ist eine 1905 erbaute Fischbauchbrücke der Thermenbahn über das Tal der Lafnitz. Anmerkung: Anteil an der Brücke haben die Katastralgemeinden Lebing, Rohrbach an der Lafnitz (ohne eigenen Eintrag) und Rohrbach-Schlag. | BDA-Hist.: Q38088237 Status: Bescheid Stand der BDA-Liste: 2025-06-30 Name: Lafnitzbrücke/Zeilbrücke GstNr.: 794                                                                                             |
| ja   | Datei hochladen | Lafnitzbrücke/Zeilbrücke HERIS-ID: 59672 Objekt-ID: 71169                                                                             | Koglerau 28, bei Standort KG: Rohrbach-Schlag       | Die Zeilbrücke ist eine 1905 erbaute Fischbauchbrücke der Thermenbahn über das Tal der Lafnitz. Anmerkung: Anteil an der Brücke haben die Katastralgemeinden Lebing, Rohrbach an der Lafnitz (ohne eigenen Eintrag) und Rohrbach-Schlag. | BDA-Hist.: Q38088230 Status: Bescheid Stand der BDA-Liste: 2025-06-30 Name: Lafnitzbrücke/Zeilbrücke GstNr.: 1115                                                                                            |
| ja   | Datei hochladen | Kath. Pfarrkirche hl. Joseph der Arbeiter HERIS-ID: 51773 Objekt-ID: 57553                                                            | Kirchengasse 6 Standort KG: Rohrbach an der Lafnitz | Die Pfarrkirche hl. Josef der Arbeiter wurde auf einem Hang oberhalb des Ortes in den Jahren 1959–1961 nach Plänen von Eberhardt Jäger errichtet. Der große Saalraum trägt eine Holzdecke, an den Längsseiten befinden sich farbige Verglasungen zwischen Betonstreben. Zwischen den zwei Osttürmen liegt der eingezogene Altarraum mit einem von Margret Bilger geschaffenen, dreiteiligen Betonfarbglasfenster. Im Untergeschoß liegt der Pfarrsaal.                                                                                              | BDA-Hist.: Q20653404 Status: § 2a Stand der BDA-Liste: 2025-06-30 Name: Kath. Pfarrkirche hl. Joseph der Arbeiter GstNr.: 352/15 Pfarrkirche Rohrbach an der Lafnitz                                         |